# Estádio Alfredo Schürig
O Estádio Alfredo Schürig (mais conhecido como Parque São Jorge e Fazendinha) é um estádio de futebol brasileiro. Pertence ao Sport Club Corinthians Paulista e tem capacidade atualmente para aproximadamente 18.500 pessoas. Localiza-se dentro do Parque São Jorge, no Tatuapé, região leste da cidade de São Paulo. Atualmente, o estádio é utilizado para treinamentos e jogos das categorias de base, além de partidas das equipes de futebol feminino do Corinthians e futebol americano do clube. Ao todo, o time profissional disputou 469 jogos oficiais no estádio, com 347 vitórias, 60 empates e 62 derrotas. Foram 1.332 gols marcados e 480 sofridos. O local é a sede oficial do clube. Quem mais visitou o estádio foi a Portuguesa, com 22 partidas disputadas, sendo 14 vitórias do Timão, um empate e 7 vitórias da Lusa.

## História
Fundado no Bom Retiro, o Corinthians passou os primeiros anos de sua história jogando no campo de terra da Rua José Paulino - O lenheiro (nome este dado porque o seu dono era lenhador, que em troca entrou no time). Posteriormente o clube mandou jogos no Estádio da Ponte Grande até finalmente chegar ao Estádio Alfredo Schürig.
Um fato histórico é o último confronto contra o arquirrival Palmeiras no estádio ocorrido no dia 18 de agosto de 1940, onde o Corinthians venceu pelo placar de 2 a 0. Desde então, por um longo período o clássico foi disputado em campos neutros, como Estádio do Morumbi e Estádio do Pacaembu, até o ano de 2014, quando voltou a ser disputado nas respectivos estádios próprios dos clubes, a Neo Química Arena (antiga Arena Corinthians) e o Allianz Parque.
O Parque São Jorge compreende ainda, uma área construída de 158 mil metros quadrados, diversas quadras poliesportivas, dois ginásios, restaurante panorâmico, a sede social e administrativa e um dos maiores parques aquáticos do País.

### Compra do terreno
No ano de 1926, o presidente do clube, Ernesto Cassano, com ajuda de dois sócios, Alfredo Schürig e Wladimir de Toledo Piza comprou o terreno do Parque São Jorge, que pertencia ao Esporte Clube Sírio, localizado no bairro do Tatuapé, zona leste de São Paulo, ao lado do Rio Tietê.
Como o terreno se localizava no subdistrito do Parque São Jorge, a identificação com o santo guerreiro foi fácil. O clube também incorporou a âncora e os remos do símbolo, já que o rio Tietê, navegável na época, permitia o desenvolvimento de esportes náuticos.
Porém, um empecilho dificultava a negociação: em 1923, o Sírio arrendara à firma Cardoso, González & Borballa uma parte da área, que seria construído um bar-restaurante. Caso o Corinthians conseguisse fechar o acordo, o clube deveria honrar o compromisso estabelecido entre o Sírio e o Cardoso, até a data estipulada para o término.
Ernesto Cassano, presidente do clube, aceitou o acordo. O combinado foi com as famílias Salem e Abdalla pelo preço de 750 mil contos de réis, que seriam pagos em doze anos: 40 mil na entrada em 1926; 50 mil entre 1927 e 1928; 60 mil em 1929; outros 60 mil em 1930; e por fim 70 mil de forma semestral (com vencimento em 30 de junho e 31 de dezembro) em 1931 e 1937. As prestações começaram no mandato de Cassano e finalizaram na gestão de Manoel Correcher. Inicialmente para pagar, foram vendidos à AA São Bento as instalações na Ponte Grande, por 40 mil contos de réis.
O Corinthians contribuiu para o progresso do Tatuapé a partir de uma iniciativa do prefeito Firmino Pinto, que desde 1920 demandava do então governador Washington Luís a canalização e retificação do Rio Tietê. Em 1924, dois anos antes do clube se instalar de vez no local, parte das exigências do prefeito foram cumpridas, como a redução do Tietê de 33 para 24 quilômetros, pela remoção de todas as curvas e ilhas no trecho Guarulhos-Osasco.
Assim, o estádio foi construído com a ajuda financeira dos sócios do Corinthians e leva o nome do benfeitor que era morador de Jacareí e possuía uma loja de parafusos na Rua Florêncio de Abreu. Com a quantia de 33.000 contos de réis, comprou o terreno em 1926. 

### Origem do apelido Fazendinha
O clube construiu uma grande sede social, que já tinha um campo de futebol, e quadras de basquete, vôlei e tênis, que acabou passando por um processo de reformas. O terreno original, pertencia a Assad Abdalla e Nagib Sallem. No local, havia uma pequena fazenda. Daí a origem do apelido “Fazendinha” que se mantém até os dias de hoje, e que também foi dado pelos associados do Corinthians na época.

### Alfredo Schürig
Alfredo Schürig, que hoje empresta o nome ao estádio, foi presidente do Corinthians entre 1930 e 1933. Antes disso, havia ajudado no pagamento das prestações do terreno e forneceu ferros, pregos e parafusos de sua própria fabricação para que as novas arquibancadas fossem construídas.
Durante os anos em que Alfredo Schürig foi mandatário do clube, as arquibancadas foram construídas com materiais fornecidos pelo próprio dirigente. Em 1933, o estádio acabou sendo reinaugurado e renomeado em homenagem ao presidente na época, e substituiu o estádio da Ponte Grande como local de jogos do Corinthians na cidade de São Paulo. Tanto o gramado como as arquibancadas passaram por reformas ao longo das décadas. Mesmo assim, partidas decisivas e clássicos estaduais não eram disputados na Fazendinha.

### Popularidade do Corinthians e fases da Fazendinha
À medida em que o futebol e o Corinthians foram se tornando populares entre os anos de 1940 a 1960, os principais jogos passaram a ser disputados no Estádio Municipal Paulo Machado de Carvalho, o Pacaembu. Dessa forma, a Fazendinha recebia apenas partidas de menor apelo do público.
O estádio viveu várias fases ao longo de seus 90 anos de história. Após a inauguração, no ano de 1928, foi a chamada "fase do morro", em que uma parte da arquibancada era um morro no qual a torcida ficava encostada. Depois a fase das arquibancadas de madeira, que foi até 1940. Quando o clube resolveu modernizar os assentos, passando da madeira para o cimento, uma parte da torcida protestou, argumentando que o Corinthians estava perdendo sua essência ao se modernizar.

### Maior público presente e Jogos Pan-Americanos
O recorde de público é de 32.419 pessoas, numa partida entre o Corinthians e a Ferroviária de Araraquara em 1959.==
. Porém, existe a ressalva de que aproximadamente 33 mil pessoas (incluindo imprensa e dirigentes) compareceram a um confronto entre Corinthians x Santos em 1962. Os gols da partida foram marcados por Cássio, a favor do Timão, enquanto que Coutinho e Pelé, este muito vaiado pela torcida corintiana deu a vitória ao time visitante.
Nos Jogos Pan-Americanos de 1963, o estádio Alfredo Schürig também serviu para abrigar as partidas de futebol do torneio.

### Projeto de reforma
No período da Democracia Corinthiana, no início dos anos 1980, o então presidente Waldemir Pires apresentou um projeto de reforma para a Fazendinha. Os setores de arquibancadas seriam cobertos e ampliados, com capacidade estimada em 40 mil lugares. No mês de janeiro do ano seguinte, uma chamada de vídeo foi veiculada pela Rede Globo de Televisão convidando torcedores para o “lançamento da pedra fundamental do novo estádio do Corinthians”.
Nas eleições em 1985, Adilson Monteiro Alves era o candidato indicado por Pires para a sucessão. No entanto, Alves acabou sendo derrotado por Roberto Pasqua, opositor à Democracia Corintiana. Dessa forma, as reformas não foram realizadas.

### Último jogo oficial e maior goleada
No dia 3 de agosto de 2002, a Fazendinha recebeu o último jogo oficial do Corinthians. O Alvinegro venceu o Brasiliense por 1 a 0, gol marcado pelo volante Fabinho. A equipe foi a campo com: Rubinho; Rogério, Scheidt, Fábio Luciano e Kléber; Fabrício, Vampeta, Renato e Ratinho; Gil e Gilmar. O time era comandado pelo técnico Carlos Alberto Parreira. Desde então, nenhuma partida da equipe profissional foi realizada no estádio.
A maior goleada já registrada na história da Fazendinha foi em 12 de outubro de 1929, com vitória corintiana por 11 a 2 frente ao Atlético-MG. O artilheiro do estádio é Teleco, que marcou 122 gols.

### Fim do risco de interdição e 90 anos do estádio
O Corinthians correu riscos do estádio sofrer uma interdição. Porém, em 2017, a Prefeitura de São Paulo liberou o alvará do funcionamento. O clube passava por uma batalha judicial, pois não se adequava às novas legislações. Para manter sua sede funcionando, o Alvinegro se valia de um mandado de segurança. Anteriormente, em decisão da 7ª Vara de Fazenda Pública, do Tribunal de Justiça do Estado de São Paulo, foi decretado improcedente o pedido do Timão para a regulamentação do local.
Em 22 de julho de 2018, a Fazendinha completou 90 anos. O Corinthians, aproveitou a oportunidade para revitalizar o estádio. O departamento cultural do clube paulista organizou um mutirão para a pintura das arquibancadas na cor preta, em homenagem aos antigos mutirões operários.

## Inauguração da Fazendinha
Dois anos depois, o estádio ainda sem ter iluminação, foi inaugurado em 22 de julho de 1928. O Corinthians abriu ao público do campo do Parque São Jorge na partida contra o América-RJ. O jogo reunia na época, os campeões de seus respectivos estados, no ano do Centenário da Independência do Brasil em 1922.
As equipes disputavam a Taça Vada, que foi oferecida a uma joalheria, com o mesmo nome e cedida ao América pelo Corinthians, além do bronze Char de la Victorie. O confronto terminou empatado em 2 a 2. Em 29 segundos, saiu o primeiro gol do Timão na Fazendinha – o mais rápido da história do estádio. De Maria fez 1 a 0 para os donos da casa. A equipe carioca virou o placar ainda no primeiro tempo. Na etapa final, aos 15 minutos, Mineiro fez o gol do empate final por 2 a 2 que marcou a inauguração da Fazendinha como casa corintiana.
O Corinthians foi a campo com a seguinte escalação: Tuffy; Grané e Del Debbio; Nerino, Sebastião e Munhoz; Apparício, Neco, Rato, Guimarães e De Maria.
Pessoas de toda São Paulo compareceram ao confronto. O trânsito acabou sendo facilitado, e o Corinthians arrecadou cerca de dezesseis mil contos de réis. Os preços para entrar no estádio custavam cinco mil-réis para a arquibancada e três mil-réis a geral. A vaga para poder estacionar o carro custava dez mil-réis.

## Primeiro título no estádio
Na partida contra a Portuguesa de Desportos, o Corinthians conquistou o título paulista de 1928, e foi o primeiro celebrado na Fazendinha. O duelo ficou marcado por uma reclamação do adversário, alegando posição de impedimento de Gambinha, no segundo gol Alvinegro.
Benedito Bueno, um dos dirigentes, chegou a invadir o campo armado. Neco, jogador do Corinthians, o agrediu, e só não levou um tiro, porque Bueno, antes do tiro, acabou sendo contido por um policial. A Portuguesa abandonou o gramado, mas, ainda assim, o árbitro Enéas Sgarzi deu autorização ao time da casa para dar a saída, tanto que Neco anotou o terceiro tento, empurrando a bola para o gol vazio.

## Liberação da polícia para jogos do feminino e da base
Após vistoria da Polícia Militar no Estádio Alfredo Schurig, no dia 30 de maio de 2018, um laudo foi emitido. Dessa forma, jogos do futebol feminino e das categorias de base do Corinthians poderiam ser realizados na Fazendinha. A reestreia do gramado foi em uma partida da equipe sub-20 contra o Nacional-SP. O jogo foi válido pela nona rodada da primeira fase do Campeonato Paulista da categoria.

## Finais do Campeonato Paulista e Campeonato Brasileiro Feminino
Com a Fazendinha reformada e liberada para partidas de futebol de base e feminino, o estádio recebeu a decisão do Campeonato Paulista de Futebol Feminino de 2018. A final foi entre Corinthians e Santos, no dia 6 de outubro, com o time da Baixada Santista empatando em 2 a 2, e conquistando a taça, graças à vantagem conquistada na Vila Belmiro, em Santos.
20 dias depois, o estádio foi palco da final do Campeonato Brasileiro de Futebol Feminino, com vitória do Corinthians por 4 a 0 frente ao Rio Preto. Como o Timão já havia vencido o duelo de ida por 1 a 0, fora de casa, acabou se sagrando campeão do torneio.

## Títulos na Fazendinha
- Campeonato Paulista de 1928
- Campeonato Paulista de 1937
- Campeonato Paulista de 1938
- Campeonato Paulista de 1939
- Campeonato Brasileiro de Futebol Feminino de 2018